# نهلة عايد
نهلة عايد (أبريل 1970 -) هي كاتبة وصحفية كندية من أصل فلسطيني تعمل مراسلة دولية لدى هيئة الإذاعة الكندية (سي بي سي).

## حياتها ونشأتها
ولدت نهلة عايد في وينيبيغ، مانيتوبا، كندا. تتقن اللغتين العربية والإنكليزية. انضمت إلى هيئة الإذاعة الكندية عام 2002 و عملت قبلها كمراسلة من البرلمان لوكالة الصحافة الكندية (بالإنجليزية: Canadian Press)‏. حصلت على شهادة الماجستير في الصحافة من كلية الصحافة في جامعة كارلتون، وهي حاصلة أيضًا على بكالوريوس في علم الوراثة من جامعة مانيتوبا. في عام 2007، منحتها جامعة مانيتوبا درجة دكتوراه فخرية في القانون لتقاريرها الصحفية عن الشرق الأوسط التي ساعدت الكنديين على فهم الشرق الأوسط بشكل أفضل.
خلال عملها كمراسلة سي بي سي في عمان، أمضت نهلة شهورًا في بغداد قبل الحرب وعادت مجددًا بعد سقوطها عام 2003.